# Ente nazionale assistenza lavoratori
L'Ente nazionale assistenza lavoratori, più noto con la propria sigla ENAL, fu un ente pubblico dopolavoristico nato nel 1945, in forza del decreto legislativo luogotenenziale 22 settembre 1945, n. 624 . Fu soppresso nel 1978.

## Storia
L'ENAL fu istituito in sostituzione dell'Opera nazionale del dopolavoro (OND), creata dal regime fascista con regio decreto-legge del 1º maggio 1925, e posto sotto il controllo del ministero del lavoro e della previdenza sociale.
Già alla fine del 1947 l'ENAL aveva ricostruito quasi tutto il patrimonio dell'OND, che aveva sofferto ingenti danni e, alla fine del 1947, registrava circa 2.500.000 iscritti raggruppati in 13.642 circoli. La struttura era costituita da una presidenza nazionale, un ufficio regionale e, in ciascuna provincia, da un ufficio provinciale.
L'ente si proponeva di promuovere l'impiego delle ore libere dei lavoratori con diverse iniziative, tra cui in particolare mense, spacci di generi alimentari, soggiorni per lavoratori e colonie per i loro figli, facilitazioni commerciali, sanitarie, termali, cinematografiche, assicurazioni extra lavoro, buoni acquisto.
Tra le iniziative culturali, si ebbe inoltre la promozione di biblioteche, feste folkloristiche, campionati sportivi e concorsi canori e musicali.
Nell'ambito dell'ENAL esisteva l'Unione nazionale italiana fisarmonicisti armonicisti (UNIFA), a cui aderivano molte scuole private di musica con i loro allievi.
L'ENAL, tra l'altro, nel 1951 ebbe in concessione dal Ministero dei lavori pubblici il servizio di fabbricazione e cessione ai comuni delle targhe di riconoscimento dei veicoli a trazione animale, ai sensi dell'art. 3 della legge 24 dicembre 1950, n. 1165.
Per anni gestì la raccolta del concorso Enalotto, oggi SuperEnalotto gestito dall'Amministrazione autonoma dei monopoli di Stato. Dal 1962 fu affiliato all'ENAL l'Unione Interregionale degli Sport Tradizionali che divenne ENAL-SPORTRAD, attuale Federazione Italiana Giochi e Sport Tradizionali.
L'ENAL fu soppresso in forza dell'art. 1-bis della legge 21 ottobre 1978, n. 641. Il suo patrimonio, in forza dell'art. 1-sexties della stessa legge, è stato interamente ripartito fra le regioni "per essere attribuito ai comuni singoli o associati". 
Con la legge 23 dicembre 1978, n. 833, di riforma del sistema sanitario nazionale con l'istituzione delle unità sanitarie locali i beni dell'Istituto pubblico di assistenza e beneficenza (IPAB), a cui l'ENAL faceva capo, passarono alle USL.